# Samuel Turner
Samuel Turner (19 avril 1759 - Londres, 2 janvier 1802) est un explorateur et diplomate britannique, agent (officer) de la Compagnie britannique des Indes orientales (British East India Company).

## Biographie
Cousin de Warren Hastings, capitaine dans l'armée de la Compagnie des Indes, Samuel Turner est connu pour son voyage au Tibet de 1783 à 1784, qu'il a publié en 1800 sous le titre Ambassade au Thibet et au Boutan. Il est décrit comme ambassadeur par Léon Feer
Il atteint ainsi la lamaserie de Tashilhunpo (septembre 1783) puis se distingue au siège de Seringapatam. Il est ensuite envoyé comme ambassadeur au Mysore et revient en Angleterre en 1798.

## Publications
- Ambassade au Thibet et au Boutan, contenant des détails très-curieux sur les mœurs, la religion, les productions et le commerce du Thibet, du Boutan, et des États voisins ; et une notice sur les événements qui s'y sont passés jusqu'en 1793  (trad. Jean-Henri Castéra, ill. graveur : Jean-Baptiste-Pierre Tardieu), F. Buisson, 1800 (lire en ligne)